# Xihoumen-híd
A Xihoumen-híd függőhíd Kínában, mely egyike a világ leghosszabb függőhídjainak. Hosszúsága 5300 méter, a legnagyobb támaszköz 1650 méteres. 2008-ban nyílt meg a forgalom számára.